# 蒂罗迪
蒂罗迪（Tirodi），是印度中央邦巴拉加特县的一个城镇。总人口8,847（2001年）。

## 人口
该地2001年总人口8847人，其中男性4367人，女性4480人；0—6岁人口1298人，其中男686人，女612人；识字率65.01%，其中男性为74.74%，女性为55.51%。

## 中印戰爭滯留老兵
- 王琪：2017年78歲，陕西省咸陽市乾县薛录镇薛寨南村人，1963年12月底時24歲任勘测员，誤入印度境內遭逮，判刑七年。1969年获释，警察攜其至中央邦名喚蒂罗迪（Tirodi）之村，禁其擅離。1975年，娶苏希拉（Sushila），後生兩子兩女。[1]
1986年，書信達家。王琪终未入印籍，為使其回國，其子毗什努（Vishnu）接連寫信申訴，同時王琪長兄王致远之子王英军亦为此努力。2009年王英军在家人支持下以游客身份去印度，助王琪获得办理护照的必要文件。2013年5月，年过古稀的王琪终得復辦中国护照。2017年2月11日，王琪滯留印度54年後同兒子、兒媳及孫女返國。[1]
王琪望幼子毗什努適應咸阳的生活，伴其留在家乡。毗什努之兄懂汉语，王琪曾盼其回国捎信，然其因病而逝，散盡积蓄。[2]2017年5月9日，因兒子、兒媳及孫女三人在華簽證到期，同時兒媳身懷四月身孕，王琪一行四人返回印度。[3]
- 刘树荣：2017年75歲，四川人，自起印度名詹本胡（Gautam Janbandu），在印度东北部与中国接壤的锡金越界被捕，坐了九年多的牢，期间怀疑遭虐，甚至曾想自杀。获释后，刘树荣1972年同巴伊（Seven Bai）结婚，育有两子。其妻在当地开设小店糊口，儿子库马尔（Dev Kumar）在政府学校当老师帮补收入。刘树荣同老兵王琪相善，彼此居住距离不足一公里，每月也最少见面兩次，以印地语溝通。[4]